# Bournezeau

Bournezeau este o comună în departamentul Vendée, Franța. În 2009 avea o populație de 2,986 de locuitori.